# Loi d'Avogadro
Pour les articles homonymes, voir Avogadro.

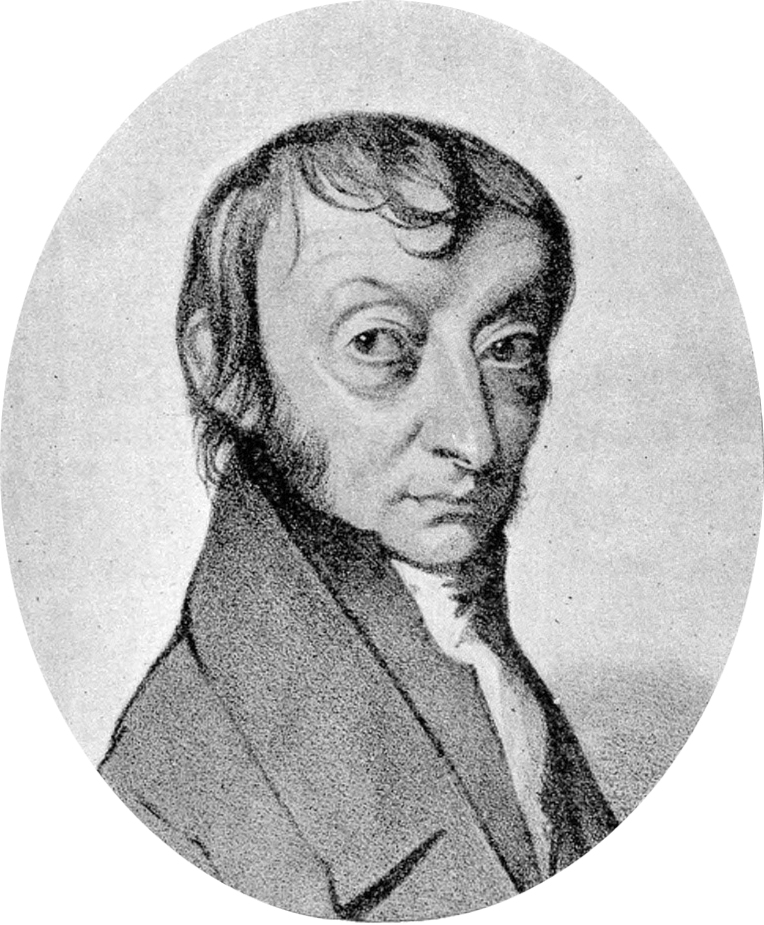
Amedeo Avogadro.

La loi d'Avogadro, également appelée hypothèse d'Avogadro, du nom du physicien et chimiste italien Amedeo Avogadro, est l'une des lois de la thermodynamique constituant la loi des gaz parfaits. 

## Énoncé
La loi d'Avogadro, d'Ampère ou d'Avogadro-Ampère, énoncée par Amedeo Avogadro en 1811, et proposée indépendamment par André-Marie Ampère en 1814, spécifie que des volumes égaux de gaz parfaits différents, aux mêmes conditions de température et de pression, contiennent le même nombre de molécules.
Cette loi peut également s'exprimer ainsi : à pression et température donnée, tous les gaz parfaits ont le même volume molaire. Soit, pour deux gaz 1 et 2 quelconques aux mêmes pression et température :
{\displaystyle {\frac {V_{1}}{n_{1}}}={\frac {V_{2}}{n_{2}}},}
où {\displaystyle n_{1},n_{2}} sont le nombre de moles des gaz 1 et 2 respectivement et {\displaystyle V_{1},V_{2}} leur volume.

## Volume molaire normal des gaz parfaits
| Conditions                    | Température | Pression   | Volume molaire   |
| ----------------------------- | ----------- | ---------- | ---------------- |
| Conditions normales (CNTP)    | 0 °C        | 101 325 Pa | 22,4 litres/mole |
| Atmosphère normalisée (ISA)   | 15 °C       | 101 325 Pa | 23,6 litres/mole |
| Conditions habituelles (CHTP) | 20 °C       | 100 000 Pa | 24,4 litres/mole |
| Conditions standard           | 25 °C       | 100 000 Pa | 24,8 litres/mole |

NB : 101 325 Pa = 1 atmosphère ; 100 000 Pa = 1 bar